# Stéphane Bernadis
Stéphane Bernadis (* 23. Februar 1974 in Boulogne-Billancourt) ist ein ehemaliger französischer Eiskunstläufer, der im Paarlauf startete.
Seine Eiskunstlaufpartnerin war Sarah Abitbol. An ihrer Seite wurde er von 1994 bis 2003 französischer Meister im Paarlauf. 1993 hatten sie ihr Debüt bei Welt- und Europameisterschaften. Ihre erste bedeutende internationale Medaille gewannen sie mit Bronze bei der Europameisterschaft 1996. Bei den Europameisterschaften 1998, 1999, 2000 und 2001 errangen sie stets die Bronzemedaille. 2002 und 2003 wurden Bernadis und Abitbol Vize-Europameister hinter den Russen Tatjana Totmjanina und Maxim Marinin. Ihre einzige Medaille bei Weltmeisterschaften gewannen die Franzosen 2000 in Nizza bei ihrer Heim-WM. Sie wurden Dritte hinter den Russen Marija Petrowa und Alexei Tichonow sowie den Chinesen Xue Shen und Hongbo Zhao. Es war die erste WM-Medaille für Frankreich im Paarlauf seit Andrée und Pierre Brunets Titelgewinn 1932. Ihre einzigen Olympischen Spiele beendeten Bernadis und Abitbol 1998 in Nagano auf dem sechsten Platz. Die Olympischen Spiele 2002 in Salt Lake City mussten sie aufgrund eines Risses von Abitbols Achillessehne absagen. 2003 beendeten sie ihre Karriere.

## Ergebnisse

### Paarlauf
(mit Sarah Abitbol)
| Wettbewerb / Jahr            | 1993 | 1994 | 1995 | 1996 | 1997 | 1998 | 1999 | 2000 | 2001 | 2002 | 2003 |
| ---------------------------- | ---- | ---- | ---- | ---- | ---- | ---- | ---- | ---- | ---- | ---- | ---- |
| Olympische Winterspiele      |      |      |      |      |      | 6.   |      |      |      |      |      |
| Weltmeisterschaften          | 19.  |      | 9.   | 11.  | 7.   | 8.   | 5.   | 3.   | Z    |      | 12.  |
| Europameisterschaften        | 14.  | 15.  | 7.   | 3.   | 4.   | 3.   | 3.   | 3.   | 3.   | 2.   | 2.   |
| Französische Meisterschaften | 2.   | 1.   | 1.   | 1.   | 1.   | 1.   | 1.   | 1.   | 1.   | 1.   | 1.   |